# 동경 18도
동경 18도(東經18度)는 본초 자오선에서 동쪽으로 18도 떨어진 경선이다. 북극점에서 시작하여 북극해, 유럽, 아프리카, 대서양, 남극해, 남극을 거쳐 남극점에 이른다.
동경 18도는 서경 162도와 이어져 지구의 둘레를 이룬다.

북극점에서 남극점까지 동경 18도선은 다음 지역을 지나간다.
| 좌표                                                  | 나라, 지역, 해역      | 주석                                                            |
| ----------------------------------------------------- | --------------------- | --------------------------------------------------------------- |
| 북위 90° 0′ 동경 18° 0′  / 북위 90.000° 동경 18.000°  | 북극해                |                                                                 |
| 북위 80° 11′ 동경 18° 0′  / 북위 80.183° 동경 18.000° | 노르웨이              | 스발바르 제도의 노르데우스틀란데섬과 스피츠베르겐섬             |
| 북위 77° 30′ 동경 18° 0′  / 북위 77.500° 동경 18.000° | 대서양                | 노르웨이해                                                      |
| 북위 69° 31′ 동경 18° 0′  / 북위 69.517° 동경 18.000° | 노르웨이              | 세니아섬과 본토                                                 |
| 북위 68° 4′ 동경 18° 0′  / 북위 68.067° 동경 18.000°  | 스웨덴                |                                                                 |
| 북위 62° 34′ 동경 18° 0′  / 북위 62.567° 동경 18.000° | 발트해                | 보트니아만                                                      |
| 북위 60° 36′ 동경 18° 0′  / 북위 60.600° 동경 18.000° | 스웨덴                | 스톡홀름 시 중심부의 바로 서쪽을 지나감                         |
| 북위 58° 56′ 동경 18° 0′  / 북위 58.933° 동경 18.000° | 발트해                | 스웨덴의 스토라칼쇠섬과 고틀란드섬 사이를 지나감                |
| 북위 54° 50′ 동경 18° 0′  / 북위 54.833° 동경 18.000° | 폴란드                |                                                                 |
| 북위 50° 1′ 동경 18° 0′  / 북위 50.017° 동경 18.000°  | 체코                  |                                                                 |
| 북위 49° 2′ 동경 18° 0′  / 북위 49.033° 동경 18.000°  | 슬로바키아            |                                                                 |
| 북위 47° 44′ 동경 18° 0′  / 북위 47.733° 동경 18.000° | 헝가리                |                                                                 |
| 북위 45° 48′ 동경 18° 0′  / 북위 45.800° 동경 18.000° | 크로아티아            |                                                                 |
| 북위 45° 8′ 동경 18° 0′  / 북위 45.133° 동경 18.000°  | 보스니아 헤르체고비나 |                                                                 |
| 북위 42° 45′ 동경 18° 0′  / 북위 42.750° 동경 18.000° | 크로아티아            | 본토 (6km 정도)와 콜로체프섬. 두브로브니크의 바로 서쪽을 지나감 |
| 북위 42° 40′ 동경 18° 0′  / 북위 42.667° 동경 18.000° | 지중해                | 아드리아해                                                      |
| 북위 40° 38′ 동경 18° 0′  / 북위 40.633° 동경 18.000° | 이탈리아              |                                                                 |
| 북위 39° 59′ 동경 18° 0′  / 북위 39.983° 동경 18.000° | 지중해                |                                                                 |
| 북위 30° 50′ 동경 18° 0′  / 북위 30.833° 동경 18.000° | 리비아                |                                                                 |
| 북위 22° 31′ 동경 18° 0′  / 북위 22.517° 동경 18.000° | 차드                  |                                                                 |
| 북위 7° 59′ 동경 18° 0′  / 북위 7.983° 동경 18.000°   | 중앙아프리카 공화국   |                                                                 |
| 북위 3° 34′ 동경 18° 0′  / 북위 3.567° 동경 18.000°   | 콩고 공화국           |                                                                 |
| 북위 1° 23′ 동경 18° 0′  / 북위 1.383° 동경 18.000°   | 콩고 민주 공화국      |                                                                 |
| 남위 8° 6′ 동경 18° 0′  / 남위 8.100° 동경 18.000°    | 앙골라                |                                                                 |
| 남위 17° 23′ 동경 18° 0′  / 남위 17.383° 동경 18.000° | 나미비아              |                                                                 |
| 남위 28° 49′ 동경 18° 0′  / 남위 28.817° 동경 18.000° | 남아프리카 공화국     | 노던케이프 주 웨스턴케이프 주                                   |
| 남위 31° 28′ 동경 18° 0′  / 남위 31.467° 동경 18.000° | 대서양                |                                                                 |
| 남위 32° 44′ 동경 18° 0′  / 남위 32.733° 동경 18.000° | 남아프리카 공화국     | 웨스턴케이프 주                                                 |
| 남위 33° 8′ 동경 18° 0′  / 남위 33.133° 동경 18.000°  | 대서양                |                                                                 |
| 남위 60° 0′ 동경 18° 0′  / 남위 60.000° 동경 18.000°  | 남극해                |                                                                 |
| 남위 69° 43′ 동경 18° 0′  / 남위 69.717° 동경 18.000° | 남극                  | 퀸모드랜드, 노르웨이가 영유권을 주장한다.                       |

## 같이 보기
- 동경 17도
- 동경 19도